# Good Charlotte
Pour les articles homonymes, voir Good et Charlotte.
Good Charlotte est un groupe de pop punk américain, originaire de Waldorf, dans le Maryland. Il est formé en 1996 par les frères jumeaux Benji et Joel Madden. Le nom du groupe provient du livre pour enfants Good Charlotte: The Girls of Good Day Orphanage, écrit par Carol Beach York.

## Biographie

### Débuts (1994 – 1999)
Les fondateurs du groupe, les frères jumeaux Joel Madden et Benji Madden, ont grandi dans la petite ville de Waldorf, dans le Maryland (« au milieu de nulle part » selon Benji). Tous deux décident de se consacrer à la musique après avoir assisté à un concert des Beastie Boys, en tournée pour leur album Ill Communication. En 1996, ils forment un groupe avec leurs amis d'enfance Paul Thomas (basse) et Aaron Escolopio (batterie). Ils donnent leur premier concert dans la cave d'un ami, devant une vingtaine de personnes. Ils ne jouent alors que des compositions originales, étant d'après Joel « vraiment trop mauvais pour reprendre les titres d'un autre groupe ». Un second guitariste, Billy Martin, les rejoint par la suite.

### Good Charlotte(1999 – 2001)
Après avoir remporté un tremplin, Good Charlotte apparaît sur une compilation locale avec le titre Can't Go On. Peu après, le groupe publie un premier EP, Another EP. Il gagne ensuite en popularité grâce à de nombreux passages à l'antenne de stations de radio comme WHFS ou celle de Philadelphie, qui diffusent la chanson Little Things, ainsi que des concerts aux côtés de groupes comme Blink 182, Lit, Eve 6, Nine Days et Bad Religion.
En 1999, Good Charlotte signe avec Epic Records, qui fait paraître son premier album éponyme en mai 2000. Little Things sort en tant que single en 2001. Durant la seconde moitié de l'année, trois nouveaux singles sont réalisés à partir de l'album : The Motivation Proclamation, The Click et Festival Song.

### The Young and the Hopeless(2001 – 2003)
En 2001, Aaron Escolopio quitte Good Charlotte pour rejoindre Wakefield. Il est d'abord remplacé par Dusty Brill, mais celui-ci quitte à son tour le groupe avant la sortie du deuxième album. C'est finalement Josh Freese qui en deviendra le nouveau batteur.
Le deuxième album du groupe s'intitule The Young and the Hopeless, en référence au feuilleton Les Feux de l'amour (en anglais, The Young and the Restless). À travers cet opus, Good Charlotte remercie ses principales influences musicales : Blink-182, Sum 41, New Found Glory, NOFX, The Offspring et Green Day. La chanson Lifestyles of the Rich and the Famous leur permet de se faire connaître sur la scène pop-rock internationale. L'album est finalement certifié disque de platine par la RIAA avec 3 millions d'exemplaires vendus.
La présence des jumeaux Madden comme présentateurs sur MTV dans l'émission All Things Rock aide beaucoup à faire valoir leur musique à un plus haut rang. Finalement, The Young and the Hopeless est un succès majeur, dont sont issus cinq singles. Le titre Lifestyle of the Rich and the Famous reçoit le Viewers Choise Award lors des MTV Video Music Awards de 2003. Les Madden montent également un label appelé DC Flag, ainsi qu'une marque de vêtements, MADE Clothing, avec leur frère aîné Josh, devenant plus tard DCMA Collective. Le guitariste Billy Martin lance sa propre marque de vêtements, Level 27.
Ces actions ont pour effet de fragiliser la crédibilité de Good Charlotte au sein de la scène punk, beaucoup de fans de ce mouvement leur reprochant alors leurs apparitions sur MTV, leur création de marques de vêtements et leur label, qui contrastent fortement avec le principe DIY (« do it yourself »), à la base de l'esprit punk.

### The Chronicles of Life and Death(2004 – 2007)
Le troisième album du groupe voit le jour en octobre 2004. Il paraît en deux versions, une Life et une Death, chacune présentant une chanson inédite différente. L'album se démarque des précédentes réalisations du groupe par ses sonorités "plus sombres et plus théâtrales". Le premier single, Predictable, rencontre un grand succès. Son clip est réalisé par le groupe lui-même et s'inspire directement du monde gothique et délirant de Tim Burton. Les autres singles de l'album sont I Just Wanna Live, We Believe et The Chronicles of Life and Death.
Good Charlotte entame ensuite une tournée mondiale, jouant notamment à l'Olympia de Paris en mars 2005. Le groupe présente aussi un documentaire qui retrace sa tournée au Japon, intitulé Fast, Future Generation, dont le DVD paraît en décembre 2006.

### Good Morning Revival(2007 – 2008)

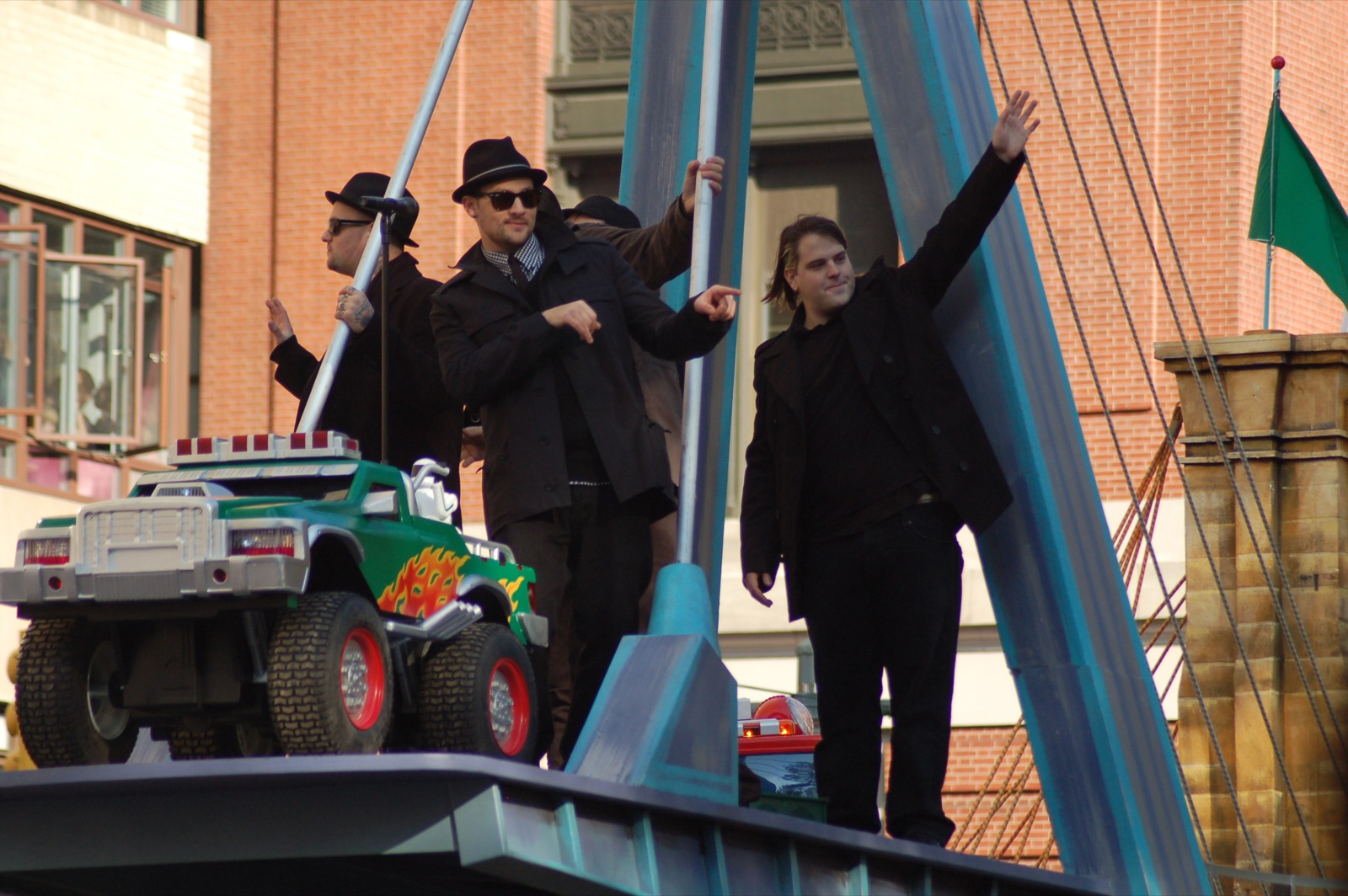
Good Charlotte en 2007.

Le quatrième album de Good Charlotte, intitulé Good Morning Revival, paraît le 19 mars 2007. D'après Benji Madden, il constitue un retour aux racines du groupe. La production est assurée par Don Gilmore, déjà responsable du premier album de Good Charlotte.
Il s'agit du premier opus enregistré avec le nouveau batteur du groupe, Dean Butterworth.
Le groupe propose sur son site officiel et son Myspace deux titres inédits : Keep Your Hands Off My Girl et The River. Le premier sera certifié disque d'or par MTV International en décembre 2007 et joué plus de 3 000 fois sur quatre continents pendant la moitié de l'année,. Pour The River, Good Charlotte collabore avec le chanteur et guitariste principal du groupe Avenged Sevenfold (M. Shadows et Synyster Gates).
Les autres singles de l'album sont Dance Floor Anthem et Where Would We Be Now, dont le clip est annulé au dernier moment en raison de l'arrivée du premier enfant de Joel Madden et Nicole Richie. Les musiciens ont tourné sans relâche durant cette période et ont fini avec une tournée américaine, The Soundtrack of Your Summer Tour, aux côtés des groupes The Maine, Metro Station et Boys Like Girls.
Afin de faire patienter ses fans, le groupe décide de publier un album de remixes. Joel Madden déclare qu'il s'agit d'« un alternatif au best-of », estimant qu'il était encore trop tôt pour ce projet-là. L'album comporte les chansons préférées du groupe, remixées par leurs amis DJ, dont Patrick Stump, du groupe Fall Out Boy, sur Little Things, ainsi que Metro Station, sur Dance Floor Anthem. On y trouve également quelques titres inédits, dont Anxiety et Fight Song, une chanson en featuring avec le rappeur The Game.

### Cardiologyet pause (2010 – 2011)

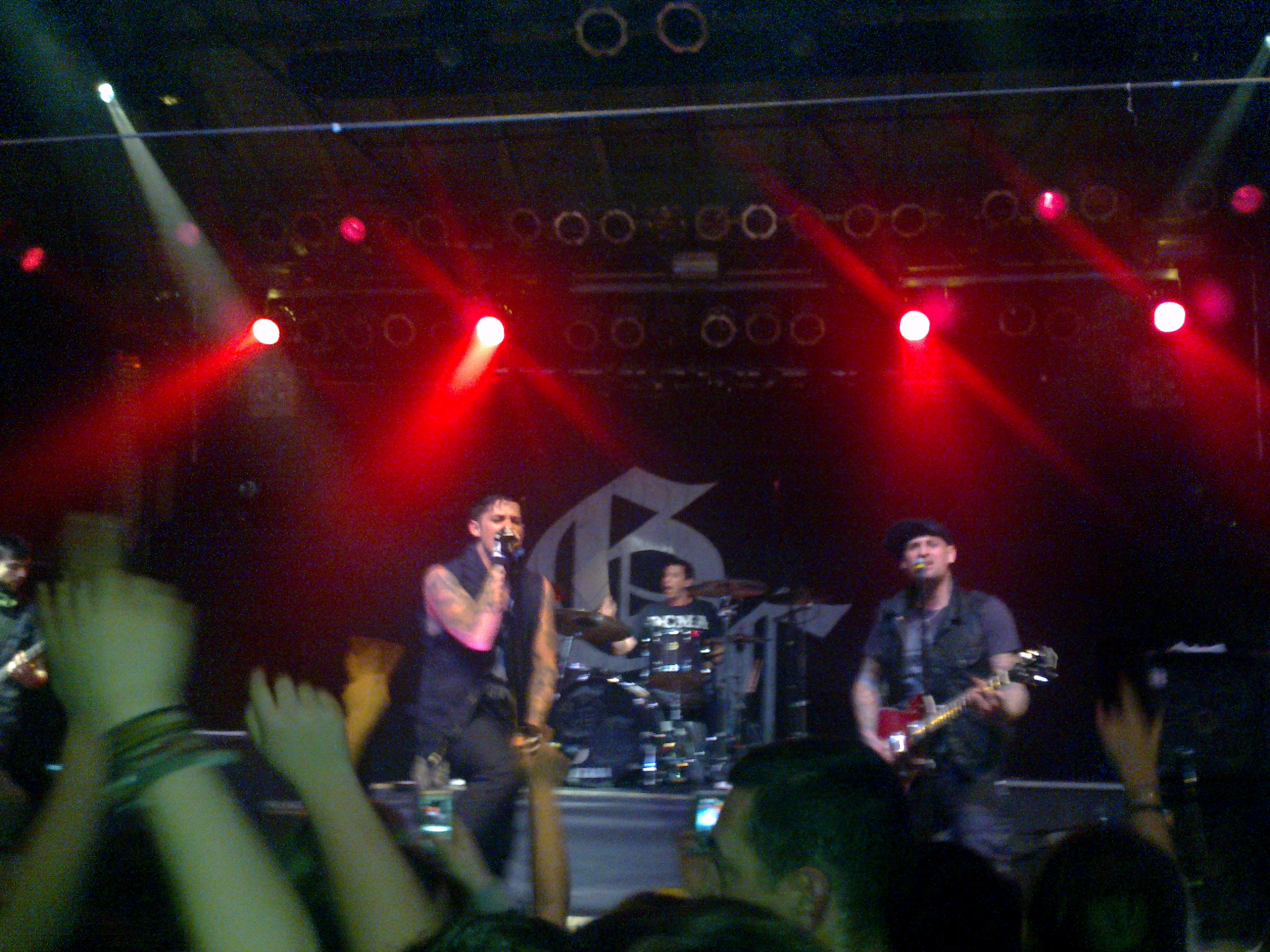
Good Charlotte en concert à Sarrebrück en 2011.

Cardiology est le cinquième album studio du groupe. Le successeur de Good Morning Revival sort le 2 novembre 2010 chez Capitol Records.
L'enregistrement est très éprouvant pour le groupe. En effet, après avoir pratiquement mis en boîte l'album, le groupe se rend compte que cela n'était pas ce qu'ils voulaient faire et décide donc de refaire appel à leur vieil ami Don Gilmore. Peu après, le groupe est parti à Vancouver, au Canada, pour tout recommencer, afin que cet album soit le plus parfait possible. Le premier single Like It's Her Birthday est mis en ligne le 5 août 2010 et le single est sorti un peu partout dans le monde le 24 août. Cependant, Sony Music sort également un Greatest Hits composé de tous leurs singles sortis chez eux, un album publié sans l'accord du groupe.
Afin de faire patienter les fans, le groupe met une deuxième chanson en ligne le 16 août, Counting the Days, avec une vidéo retraçant leur tournée avec le Bamboozle Road Show durant l'été. En février 2011, le groupe commence sa première tournée européenne avec des dates complètes un peu partout, et fut en tête d'affiche du fameux Kerrang! Tour en Angleterre, avec entre autres Framing Hanley, Four Year Strong et The Wonder Years, suivi peu après par une tournée américaine avec This Century et Forever the Sickest Kids. Les prochains singles sont déjà annoncés : Sex on the Radio pour l'Australie, et Last Night pour le reste du monde, la vidéo de ce dernier est mise en ligne le 14 mars.
Après quelques mois de repos après leur tournée australienne, le groupe repart sur les routes pour une tournée US en tête d'affiche que le groupe partage avec Yellowcard et Runner Runner. Le guitariste Billy Martin annonce lors d'une interview que leur nouveau single sera la chanson 1979. Le groupe a déjà prévu une tournée de Festival en Europe durant l'été, avant de repartir aux États-Unis pour la fin de l'année et prévoit une nouvelle tournée européenne entre la fin de l'année et début de l'année prochaine. Le groupe se met donc en hiatus pour privilégier la tournée,.

### Retour etYouth Authority(2015 – 2017)
En novembre 2015, Good Charlotte annonce la fin de sa pause. Deux jours plus tard paraît la chanson Makeshift Love,, dont le clip est publié le 13 novembre,. 
Le 30 mars 2016, le groupe annonce que son sixième album s'intitulera Youth Authority. Le 4 avril, il présente la chanson 40 oz. Dream. Le 13 juin, Good Charlotte poste l'audio de son nouveau single, Life Can't Get Much Better. Youth Authority paraît le 15 juillet 2016 et le groupe enchaîne une série de concerts sur le Vans Warped Tour,. 

### Generation Rx(depuis 2018)
Le 24 mai 2018, le groupe sort la chanson Actual Pain sur YouTube. Après avoir annoncé son changement de label, le groupe dévoile via Instagram la pochette et le titre de leur septième album, qui paraît le 14 septembre.

### Motel du Cap(2025)
Le 17 juin 2025, le groupe annonce un nouvel album, Motel du Cap après avoir partagé une bande annonce la veille sur Instagram. Le 25 juin 2025, le groupe dévoile la première chanson de l'album, Rejects. La sortie de l'album est prévue pour le 8 août 2025. 

## Membres

### Membres actuels
- Joel Madden - chant (1996–2011, depuis 2015)
- Benji Madden - guitare, chœurs (1996–2011, depuis 2015)
- Paul Thomas - basse (1996–2011, depuis 2015)
- Billy Martin - guitare, piano (1998–2011,  depuis 2015)
- Dean Butterworth - batterie (2005–2011, depuis 2015)

### Anciens membres
- Aaron Escolopio - batterie (1996-2001)
- Chris Wilson - batterie(2003-2005)

### Membres de session
- Dusty Brill - batterie (2001)
- Josh Freese - batterie (2002)
- Cyrus Bolooki - batterie (2004)
- Robin Eckman - batterie (2005)
- Derek Grant - batterie (2005)

## Discographie

### Albums studio
- 2000 : Good Charlotte
- 2002 : The Young and the Hopeless
- 2004 : The Chronicles of Life and Death
- 2007 : Good Morning Revival
- 2010 : Cardiology
- 2016 : Youth Authority
- 2018 : Generation Rx
- 2025 : Motel Du Cap

### Albums live
- 2004 : Bootlegs
- 2009 : iTunes Live from Montreal

### Compilations
- 2008 : Greatest Remixes
- 2010 : Greatest Hits

### EP
- 1999 : Another EP
- 2000 : GC EP

### Vidéographie
- Good Charlotte Video Collection
- Live at Brixton Academy
- Fast Future Generation (documentaire filmé)

### Collaborations
2002
- Goldfinger ft. Benji Madden, « January », Open Your Eyes, 2002

2003
- Mest ft. Benji Madden, « Jaded (These Years) », Mest, 2003
- MxPx ft. Benji Madden, « It's Alright », Before Everything and After, 2003
- MxPx ft. Benji Madden, « On the Outs », Before Everything and After, 2003
- N.E.R.D ft. Joel Madden and Benji Madden, « Jump », Fly or Die, 2003

2004
- Hazen Street, « Are You Ready », Hazen Street, 2004 (Voix de fond : Joel et Benji Mdden)
- Hazen Street, « All That » Hazen Street, 2004 (Voix de fond : Joel et Benji Mdden)
- Lostprophets, « Last Train Home », Start Something, 2004 (Voix de fond : Benji Madden et Billy Martin)
- Good Charlotte ft. X-Ecutioners, « Let's Go », 2004

2005
- Tommy Lee ft. Joel Madden, « Tired », Tommyland : The Ride, 2005
- Hilary Duff, « Wake Up », Most Wanted, 2005 (compositeurs et producteurs : Joel & Benji Madden sous le nom de Dead Executives)
- Hilary Duff, « Beat of My Heart », Most Wanted, 2005 (compositeurs et producteurs : Joel & Benji Madden sous le nom de Dead Executives)

2007
- J-Kwon ft. Joel Madden, « Blockstar », 2007
- J-Kwon ft. Joel Madden, « No More Cryin », 2007
- MxPx, « Tightly Wound », Secret Weapon, 2007 (Voix additionnelle : Benji Madden)
- Ben Lee ft. Benji Madden, « Sex Without Love », Ripe, 2007 (Solo de guitare électrique : Benji Madden)

2008
- Three 6 Mafia ft. Good Charlotte, « My Own Way », Last 2 Walk, 2008
- Mams Taylor ft. Joel Madden, « L.A. Girls », 2008
- Bizzy Bone ft. Joel Madden, « I'm The One », A Song For You, 2008
- Junior Sanchez ft. Good Charlotte, « Elevator », 2008
- Young Dre The Truth ft. Joel Madden, « Workin' », 2008

2009
- Lost ft. Joel Madden, « Sulla mia pelle », Sospeso, 2009
- Apoptygma Berzerk ft. Benji Madden, « Apollo (Live On Your TV) », Rocket Science, 2009
- Matisyahu, « Darkness into Light », Light, 2009 (Musique/Texte : Joel Madden et Benji Madden)
- The 69 Eyes ft. Benji Madden, « Dead N' Gone », Back in Blood, 2009
- Sean Kingston ft. Good Charlotte, « Shoulda Let U Go », Tomorrow, 2009
- Kill Hannah ft. Benji Madden, « Snowblinded », Wake Up The Sleepers, 2009 (voix de fond : Benji Madden)
- Kill Hannah ft. Benji Madden, « Escape Artistry », Wake Up The Sleepers, 2009 (voix de fond : Benji Madden)

2010
- The Gregory Brothers ft. Joel Madden, « Auto-Tune the News #11 – Pure Poppycock », 2010

2011
- Chae Hawk ft. Joel Madden, « Lost », 2011
- Stu Stone ft. Joel Madden, « How You Want It », Return of the Stone Movement, 2011

2012
- Blood on the Dance Floor ft. Joel Madden, « Incomplete And All Alone », (R)evolution, 2012

2013
- Alex Kunnari & Heikki L ft. Joel Madden, « City of Sin », 2013
- Tonight Alive ft. Benji Madden, « Breakdown », The Other Side, 2013

2014
- TJR ft. Benji Madden, « Come Back Down », 2014
- 5 Seconds of Summer, « Amnesia », 5 Seconds of Summer, 2014 (compositeurs : Joel & Benji Madden)

2015
- All Time Low ft. Joel Madden, « Bail Me Out », Future Hearts, 2015
- Waka Flocka Flame ft. Good Charlotte, « Game On [from « Pixels – The Movie »] », 2015
- 5 Seconds of Summer, « Money », Sounds Good Feels Good, 2015 (compositeurs : Joel & Benji Madden)
- 5 Seconds of Summer, « She's Kinda Hot », Sounds Good Feels Good, 2015 (compositeurs : Joel & Benji Madden)
- 5 Seconds of Summer, « Hey Everybody! », Sounds Good Feels Good, 2015 (compositeurs : Joel & Benji Madden)
- 5 Seconds of Summer, « Permanent Vacation », Sounds Good Feels Good, 2015 (compositeurs : Joel & Benji Madden)
- 5 Seconds of Summer, « Broken Home », Sounds Good Feels Good (deluxe edition), 2015 (compositeurs : Joel & Benji Madden)

2019
- Sleeping With Sirens ft. Benji Madden, « Never Enough », How It Feels to Be Lost, 2019
- Vic Mensa ft. Good Charlotte, « it's a bad dream », 93PUNX, 2019

2020
- Yung Pinch ft. Good Charlotte & Goody Grace, « Hanging With Ghosts », Back 2 The Beach, 2020
- Hollywood Undead ft. Benji Madden, « Second Chances », New Empire, Vol. 1, 2020
- boyband ft. Billy Martin, « death note », alone in a boyband, 2020

2022
- Shinigami & Billy Martin, bioMACHiNA, Album CD, 2022
- Sky Katz, « Breakingup Song », 2022 (Co-écriture et production : Joel Madden)
- SK8 ft. Good Charlotte, « Outside », Last Day On Earth, 2022
- DE'WAYNE ft. Good Charlotte, « TAKE THIS CROWN », 2022
- Waterparks ft. Good Charlotte, « SELF-SABOTAGE », 2022

2023
- Kala ft. Billy Martin, « Misery », Diary of a Depressed Creative, 2023

2024
- Petti Hendrix, Good Charlotte, Waterparks, « Be Ok (RMX) », 2024